# Stella Club d'Adjamé
Stella Club d'Adjamé este un club profesionist de fotbal din Coasta de Fildeș.